# Подмошский сельсовет
Подмошский сельсовет — упразднённая административно-территориальная единица, существовавшая на территории Московской губернии и Московской области до 1939 года.
Подмошский сельсовет был образован в первые годы советской власти. По данным 1918 года он входил в состав Дмитровской волости Дмитровского уезда Московской губернии.
По данным 1926 года в состав сельсовета входил 1 населённый пункт — село Подмошье.
В 1929 году Подмошский с/с был отнесён к Дмитровскому району Московского округа Московской области. При этом к нему был присоединён Зверковский с/с.
27 февраля 1935 года Подмошский с/с был передан в Коммунистический район.
4 января 1939 года Подмошский с/с был возвращён в Дмитровский район.
17 июля 1939 Подмошский с/с был упразднён. При этом его территория (селения Подмошье и Зверково) была передана Сысоевскому с/с.